# NGC 348
NGC 348 este o galaxie spirală situată în constelația Phoenix. A fost descoperită în 3 octombrie 1834 de către John Herschel.